# 브리옵테리스속
브리옵테리스속(Bryopteris)은 망울이끼목 작은귀이끼과에 속하는 우산이끼류 속의 하나이다. 브리옵테리스과(Bryopteris)의 유일속으로 분류하기도 한다.

## 하위 종
- Bryopteris gaudichaudii Gottsche - 절멸위급종[2]